# Новости в Дзене
Новости в Дзене (ранее — «Яндекс.Новости») — новостной агрегатор, разработанный «Яндексом» в 2000 году. В 2022 году Яндекс продал сервис компании VK. В настоящее время «Новости» функционируют как отдельный раздел и часть веб-сайта «Дзен», раздел "Актуальное" ВКонтакте.

## История
В апреле 2022 года компания
подписала соглашение о продаже сервиса холдингу VK. После стало известно, что по завершении сделки «Новости» уйдут с заглавной страницы и станут частью «Дзена», который будет также продан VK, сделка была закрыта 12 сентября.
В ноябре 2022 года бывший сервис Яндекс.Новости пропал из госреестра новостных агрегаторов.

## Принцип работы
Работа «Новостей» главным образом автоматизирована. Сотрудники (на 2015 год штат сервиса составлял около 30 человек) оценивают СМИ и настраивают обмен информацией, а непосредственно сбор данных и формирование сюжетов осуществляют алгоритмы. СМИ (сотрудники сервиса называют их «партнёрами») по протоколу RSS 2.0 направляют «Новостям» публикации, которые сервис индексирует, анализирует и добавляет в сюжеты — подборки ключевых событий дня. Помимо текстов, сервис агрегирует фото-, аудио- и видео-материалы.
После принятия закона о новостных агрегаторах в 2016 году сервис исключил источники, не зарегистрированные Роскомнадзором в качестве СМИ.
Представители сервиса заявляли, что критериями ранжирования являются актуальность, информативность, принадлежность к первоисточнику и цитируемость материалов, а политическая позиция издания (а также достоверность и объективность) публикации не учитывается. Следование «Новостей» этим принципам неоднократно ставилось под сомнение сторонними наблюдателями в контексте политических событий, в том числе вторжения в Грузию в 2008 году, протестов и в 2011—2013 годах и политического кризиса на Украине 2013—2014, российско-украинской войны и др. (см. #Критика).
Из расследования РБК 2014 года следует, что московские власти смогли манипулировать выдачей «Новостей» за счёт подключения к сервису большого числа районных газет, которые позитивно освещали деятельность мэра Москвы Сергея Собянина.

## Аудитория
Согласно собственным данным «Яндекса», на июль 2019 года аудитория «Яндекс.Новостей» составляла 34 млн посетителей при 116 млн посетителей главной страницы. По информации SimilarWeb, в трафике десяти крупнейших российских интернет-изданий на «Яндекс.Новости» приходилось от 13,27 % (Lenta.ru) до 35,89 % (Интерфакс). По данным сервиса «Яндекс.Радар», дневная аудитория «Яндекс.Новостей» в марте 2022 года составила 14 миллионов уникальных пользователей против 8,9 миллиона в январе.

## Критика
Сервис сейчас не даёт объективной картины дня, он превратился в источник трафика для медиа, которые пишут новости не потому, что эти новости важные и интересные, а потому что они есть в топе «Яндекса» и нужно срубить трафик.
Сторонние наблюдатели неоднократно обвиняли «Новости» в искажении информационной картины в пользу провластных российских СМИ, включая небольшие пропагандистские ресурсы, и ручное вмешательство в механизм ранжирования новостей. Претензии касались освещения сервисом войны в Грузии в августе 2008 года, протестного движения в России в 2011—2013 годах и политического кризиса на Украине 2013—2014 и российского вторжения на Украину в 2022 году.
Из расследования Светланы Рейтер, опубликованного изданием Meduza, с 2016 года «Новости» формировали топ новостей по «белому списку» из 15 СМИ, что было частью непубличных договорённостей между «Яндексом» и администрацией президента. Собеседники Рейтер из «Яндекса» признавали, что сотрудники компании знали о необъективной картине дня, которую формирует сервис, но осознанно игнорировали проблему.

### «Белый список»
В мае 2022 года в издании «Meduza» вышел материал о положении «Яндекса» после начала войны на Украине. Среди прочего со ссылкой на бывшего сотрудника компании утверждалось, что для формирования пятёрки новостных заголовков на главной странице «Яндекса» несколько лет использовался согласованный с администрацией президента негласный «белый список», состоящий из 15 изданий (при этом независимые СМИ туда не допускались независимо от цитируемости). Факт недопуска СМИ на главную страницу «Яндекса» подтверждал и бывший топ-менеджер «Яндекса» Григорий Бакунов.
Список допущенных СМИ
- Известия,
- РИА Новости,
- ТАСС,
- Интерфакс,
- Российская газета,
- Коммерсантъ,
- Ведомости,
- РБК,
- Газета.ru,
- RT,
- Lenta.ru,
- Regnum,
- Независимая газета,
- Взгляд

Согласно расследованию The Village от декабря 2022 года, существуют два «белых списка»: московский и федеральный, каждый из которых редактируется вручную (в отличие от цензурируемых алгоритмами новостных материалов, цензурируемых алгоритмами). Общаясь с бывшими и нынешними сотрудниками «Яндекса», изучающими коды новостных сообщений, журналисты выяснили, какие издания имеют шансы попасть в «новости дня», а также как именно работает манипулирование с помощью параметра trusted — вероятно, им отмечаются «допущенные» СМИ, которые никогда не «штрафуются за заголовки». Эти 15 изданий в абсолютном большинстве случаев составляют главную федеральную подборку «Новостей».

### Внутриполитические события
В марте 2017 года сюжеты о массовых протестах в 82 российских городах не попали на главную страницу «Яндекса» несмотря на большее число публикаций, чему у двух сюжетов из топ-5. «Яндекс» оправдал «отставание от картины дня» отсутствием освещения в крупных СМИ и неспособностью алгоритма объединить в один сюжет события в разных городах, а также отверг обвинения в цензурировании выдачи.
В апреле 2020 года журналисты обратили внимание на сокрытие в «Новостях», «Яндекс Видео» и «Яндекс.Кью» материалов, позитивно характеризующих оппозиционера Алексея Навального, и преобладание в выдаче негативных оценок. «Яндекс» оправдывался экспериментом с алгоритмами формирования результатов поиска.
В июле 2020 года во время голосовании по поправкам к Конституции из выдачи «Новостей» исчезли материалы «Ведомостей», «Медузы», «Открытых медиа», телеканала «Дождь», которые наиболее подробно освещали ход голосования и нарушения и предоставляли площадку для критических высказываний. «Яндекс» объяснил случившееся техническим сбоем, якобы затронувшим и другие темы.

### Война на Украине
После начала вторжения России на Украину в феврале 2022 года в топе выдаче «Новостей» фактически отсутствовали материалы с объективным освещением событий: информации о гибели российских солдат, жертвах среди мирного населения, разрушении украинских городов. 1 марта 2022 года один из создателей сервиса Лев Гершензон в письме коллегам заявил, что «Яндекс» с его огромной аудиторией стал ключевым элементом в сокрытии информации о войне.
Сотрудники «Яндекса» подняли тему искажения информационной картины на еженедельном общем собрании, однако топ-менеджмент в лице гендиректора Елены Буниной, управляющего директора Тиграна Худавердяна и главы бизнес-группы поиска, рекламы и облачных технологий Андрея Стыскина заявил, что компания не имеет морального права использовать новостной сервис для «высказывания моральной позиции».
Спустя несколько недель сокрытие информации о войне в «Новостях» стало одним из оснований для включения Худавердяна в санкционный список Европейского Союза после назначения на должность генерального директора «Яндекса».
В июле 2024 г. в интервью Der Spiegel сооснователь «Яндекса» Аркадий Волож назвал цензуру в сервисе компромиссом.

## Статьи
- Пустовалов А. В., Старкова Ю. А. Механизм формирования «Новостей» (на примере пермских СМИ) // Университетские исследования. Пермь, ПГУ. — 2013.